# ثاندو هوبا
ثاندو هوبا (مواليد 31 مايو 1989 في سيبوكينج) عارضة أزياء وناشطة ومحامية من جنوب إفريقيا وهي أول امرأة مصابة بالمهق ظهرت على غلاف مجلة فوغ. أثناء عملها كمدعية عامة، اكتشفها جيرت يوهان كوتزي للعمل كعارضة أزياء. وتهدف هوبا إلى تصوير المهق بطريقة إيجابية. تم اختيارها كأميرة القلوب في تقويم بيريللي لعام 2018، لتصبح أول شخص ملون من جنوب إفريقيا يظهر فيه. تم اختيار هوبا ضمن قائمة 100 امرأة من بي بي سي لدفاعها عن التنوع والشمول عام 2018.
في عام 2020، أصبحت زميلة في مختبر السرد بالمنتدى الاقتصادي العالمي وتلقت الإرشاد من قبل المغنية وكاتبة الأغاني والممثلة والناشطة أنجيليك كيدجو.